# آلفونزو مک آلی
آلفونزو مک آلی (به انگلیسی: Alphonso McAuley) بازیگر آمریکایی اهل نیوهیون، کنتیکت است. وی بیشتر بخاطر بازی در نقش جولیان سیمز در فیلم فرار گربه و فرار گربه ۲ شناخته شده‌است.

## فیلم‌ها
| سال  | عنوان          | نقش           |
| ---- | -------------- | ------------- |
| ۲۰۰۷ | غرور           | والت          |
| ۲۰۰۸ | جزیره نیم      | راسل          |
| ۲۰۱۱ | فرار گربه      | جولیان سیمز   |
| ۲۰۱۴ | گام شرمسارانه  | پوکی          |
| ۲۰۱۴ | فرار گربه ۲    | جولیان سیمز   |
| ۲۰۱۷ | نهایت ضربه     | نیتن رابینسون |
| ۲۰۱۸ | الماس‌های شکسته |               |